# Monastère de Zelve
 (juillet 2022).

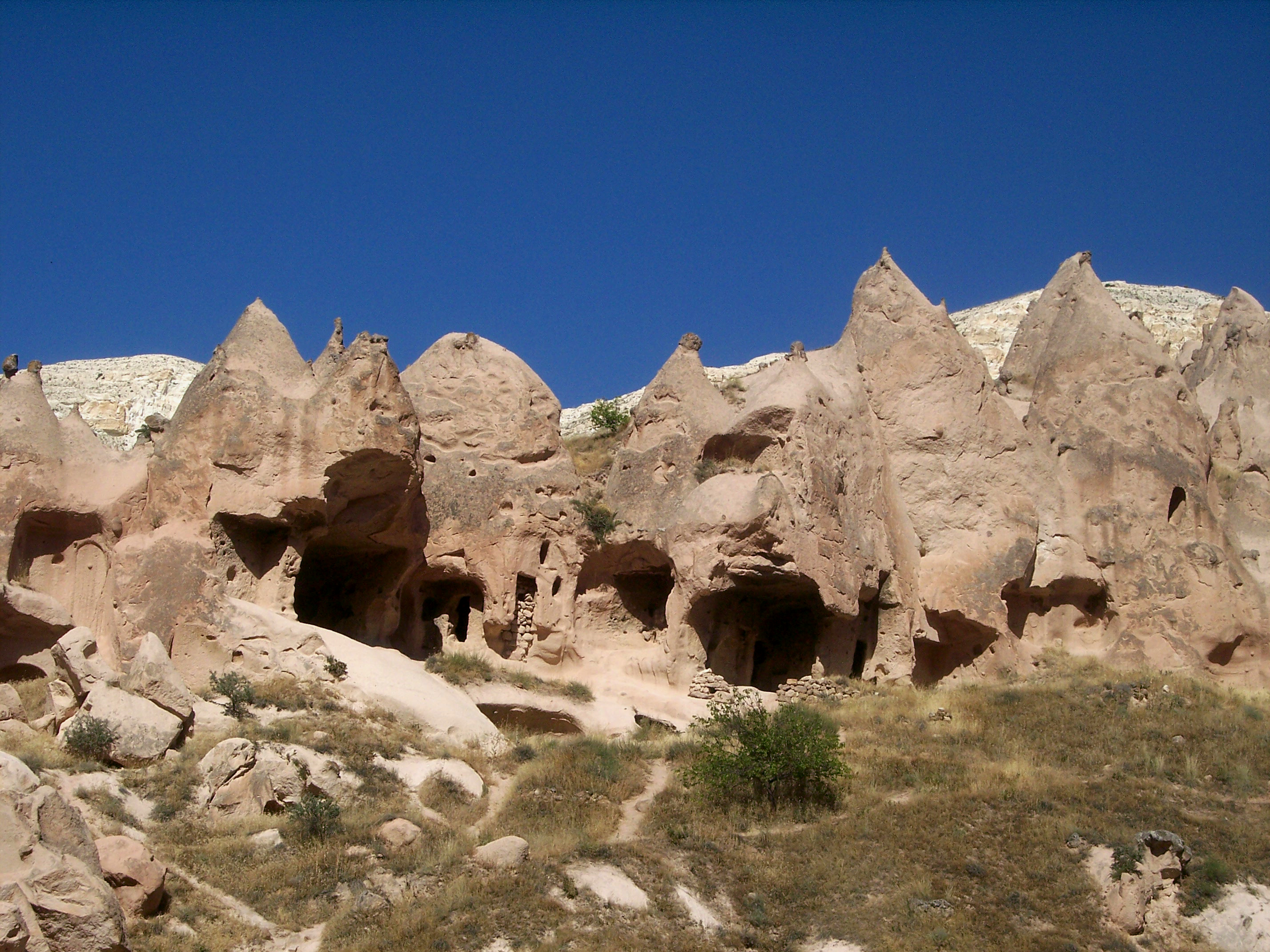
Habitation rupestre dans une cheminée de fée à Zelve

Le monastère de Zelve est un monastère de l'époque byzantine qui a été creusé dans la roche à l'époque pré-iconoclaste. Il fait partie du Zelve Open Air Museum, situé entre Ürgüp et Avanos.

## Vestiges
Les vestiges du monastère de Zelve sont situés sur le versant nord d 'Aktepe, à 1 km de Paşa Bağlari et 10 km de Göreme sur la route d'Avanos. Zelve n'a pas les riches fresques de Göreme et d'autres sites de Cappadoce. Zelve s'étend sur trois vallées, dont deux sont reliées par un tunnel. Le complexe contient d'innombrables salles et passages qui abritent également de nombreuses cheminées de fées pointues avec de grandes tiges, à environ 12 mètres au-dessus du fond de la vallée.
La vallée était une retraite monastique entre les IXe et XIIIe siècles. Les chrétiens se sont installés à Zelve lors des invasions perses et arabes.[réf. nécessaire] Le site a été habité jusqu'en 1952 lorsque les villageois ont été déplacés à Aktepe en raison de problèmes de sécurité.
Les premiers séminaires de Cappadoce pour former des prêtres sont situés dans ce monastère. L'église Direkli (avec ses célèbres colonnes) remonte aux premières années de la vie monastique de Zelve. Direkli est situé au bas de la pente. Les décorations principales sont des croix en haut-relief iconoclastes et doctrinales. La vallée contient également les églises Balikli Kilise (poisson), Üzümlü Kilise (raisin) et la Geyikli Kilise (église du cerf) maintenant totalement effondrée. Ces églises datent de la période pré- iconoclaste.
La zone a été habitée jusqu'en 1952, lorsque les derniers habitants ont déménagé dans la nouvelle ville Yeni Zelve ("New Zelve"), à 2 kilomètres. En 1967, Zelve est transformé en musée à ciel ouvert.
La zone contient également des maisons, un tunnel reliant deux vallées, un moulin (sans voiles) et une petite mosquée. Plusieurs pigeonniers se trouvent dans la vallée.